# Abraham Louis Michell
Abraham Louis Michell (* 1712 in Vevey; † 28. Februar 1782 in Berlin) war preußischer Gesandter in London und stellvertretender Gouverneur von Neuenburg.
Er war ein Schweizer Protestant in preußischen Diensten. Sein Vater war Abraham Augustin Michell, ein Stadtrat in Vevey. Er war zunächst Justiziar des Kantons Bern in Vevey. Während einer Reise nach London traf er den Schweizer Andrié, der als Preußischer Gesandter in London arbeitete, dieser nahm ihn in seine Dienste.
Am 20. Mai 1741 wurde er zum Sekretär der preußischen Gesandtschaft in London ernannt. Als 1750 Joachim Wilhelm von Klinggräffen abgezogen wurde, übernahm Michel dessen Geschäfte. In diese Zeit fällt der Abschluss Konvention von Westminster (16. Januar 1756) zwischen England und Preußen. Obwohl er das volle Vertrauen seines Königs hatte, schickte dieser 1758 den erfahrenen Diplomaten Dodo Heinrich zu Innhausen und Knyphausen nach London. Nach dessen erneuter Versetzung 1760 war Michell noch bis 1764 preußischer Gesandter in London. Er wurde nach Neuenburg versetzt, wo er ab dem 26. Juni 1766 offiziell den bisherigen preußischen Gouverneur vertrat.
Der bisherige Gouverneur George Keith war als schottischer Aufständischer in preußische Dienste getreten und durch Vermittlung von Friedrich II. am 30. April 1763 wieder in seine Rechte in Schottland eingesetzt worden. Seitdem war er dort, um die Verhältnisse zu klären. 1766 wurde Michell sein Stellvertreter vor Ort. 1768 wurde ein anderer Schweizer, der preußische General Robert Scipio von Lentulus, zum Gouverneur ernannt. Michell kehrte nach Berlin zurück, wo er auch starb.

## Werke

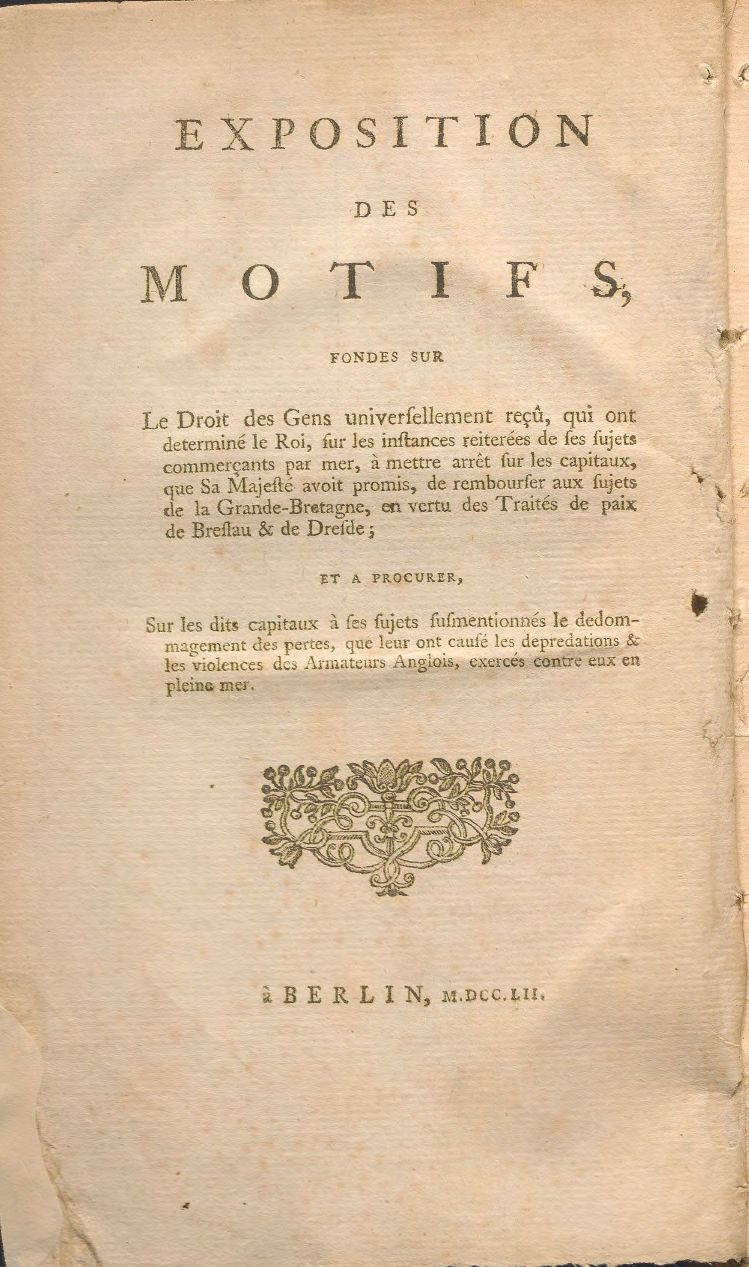
Titelseite von "Exposition of the motives, founded upon the universally received laws of nations: which have determined the King (of Prussia) upon the repeated instances of his subjects trading by sea, to lay an attachment upon the capital funds which His Majesty had promised to reimburse to the subjects, of Great-Britain, in virtue of the peace-treaties of Breslau and Dresden" (in bilinguale Ausgabe in französischer und englischer Sprache)

1752 veröffentlichte er ein Buch, um den Engländern die preußischen Positionen näher zu bringen:
- Exposition of the motives, founded upon the universally received laws of nations: which have determined the King (of Prussia) upon the repeated instances of his subjects trading by sea, to lay an attachment upon the capital funds which His Majesty had promised to reimburse to the subjects, of Great-Britain, in virtue of the peace-treaties of Breslau and Dresden.[1]

Es ist in englischer und französischer Sprache erschienen.
Veröffentlicht wurde auch der Briefverkehr zwischen Michell und dem Duke of Newcastle.